# Osmo A. Wiio

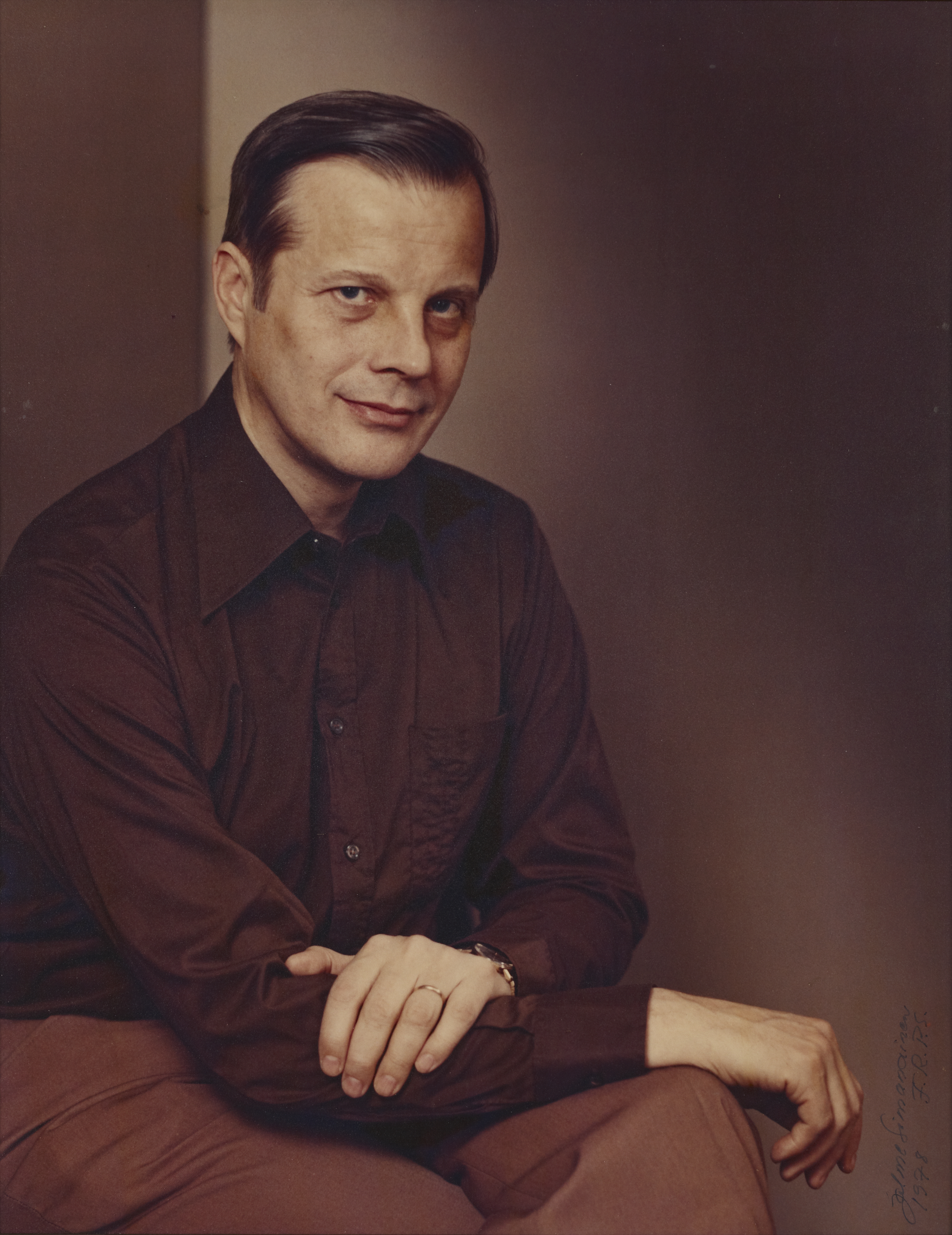
Osmo Antero Wiio im Jahr 1977

Osmo Antero Wiio (* 4. Februar 1928 in Porvoo; † 20. Februar 2013 in Kauniainen) war ein finnischer Hochschulprofessor, Soziologe und Kommunikationswissenschaftler. Hauptsächlich bekannt wurde er durch die 1978 formulierten Wiios Gesetze (englisch Wiio’s Laws), eine humorvolle Zusammenfassung der in der menschlichen Kommunikation zu befürchtenden Probleme nach dem Motto „Kommunikation geht normalerweise schief.“

## Leben
Geboren im Süden Finnlands als einer von zwei Söhnen von Ivar Fredrik Wiio und seiner Ehefrau Jaana Wiio, geb. Aarikainen, studierte er an der Universität Tampere und der Universität Helsinki. Er engagierte sich politisch als Mitglied der Liberalen Volkspartei und war zwischen 1972 und 1974 Mitglied deren Parteivorstands. Von 1973 bis 1975 lehrte er als Professor an der Handelshochschule Helsinki, bevor er anschließend bis 1979 Abgeordneter im finnischen Parlament war. Von 1978 bis 1991 war er Professor für Kommunikation an der Universität Helsinki. Er veröffentlichte mehrere Bücher über Informations- und Kommunikationstechnologie, wobei er die Gründe untersuchte, warum Kommunikation zumeist nicht funktioniert.
Außerdem war er Funkamateur mit dem Rufzeichen OH2TK und von 1961 bis 1966 Präsident des finnischen Amateurfunkverbands SRAL und später ab 1994 dessen Ehrenpräsident. Er wurde 85 Jahre alt.

## Wiios Gesetze
Die Grundaussage lautet im Original:

„Viestintä yleensä epäonnistuu, paitsi sattumalta.“

„Kommunikation schlägt normalerweise fehl, außer durch Zufall.“

Bekannt ist auch die englische Sprachfassung: Communication usually fails, except by accident. Zu verstehen ist es, ähnlich wie die etwas älteren Murphys Gesetze, als Lebensweisheit. Wiio hat seine Grundaussage noch um einige weitere Aussagen ergänzt.
- Kommunikation schlägt normalerweise fehl, außer durch Zufall.
  - Falls Kommunikation fehlschlagen kann, wird sie es.
  - Falls Kommunikation nicht fehlschlagen kann, wird sie es dennoch häufig.
  - Falls Kommunikation in der beabsichtigten Weise zu erfolgen scheint, gibt es ein Missverständnis.
  - Falls du mit dem Nachrichteninhalt zufrieden bist, wird die Kommunikation sicher scheitern.
- Falls eine Nachricht auf verschiedene Weise interpretiert werden kann, wird sie so interpretiert, dass der Schaden maximal ist.
- Es gibt immer jemanden, der, besser als du selbst, weiß, was du mit der Nachricht gemeint hast.
- Je mehr wir kommunizieren, desto weniger gelingt die Kommunikation.
  - Je mehr wir kommunizieren, desto schneller verbreiten sich Missverständnisse.
- In der Massenkommunikation ist es nicht wichtig, wie die Dinge sind, sondern wie sie zu sein scheinen.
- Die Bedeutung einer Nachricht ist umgekehrt proportional zum Quadrat ihrer Entfernung.
- Je wichtiger eine Situation ist, desto wahrscheinlicher vergisst du etwas Wesentliches, an das du noch einen Moment zuvor gedacht hattest.[4]

## Schriften (Auswahl)
- Communication usually fails – except by accident. Delta Books, Espoo 2009, ISBN 978-951-96141-3-7.
- Tomorrow is today. Sanoma Magazines, Helsinki 2002, ISBN 951-832-071-3.
- Finnish media landscape. WSOY, Porvoo 2001.
- Introduction to communication. Neunte überarbeitete Auflage, Weilin+Göös, Espoo 2000. ISBN 951-35-5898-3.
- Communications, information technology and communications performance. University of Helsinki  2000, ISBN 951-45-8809-6.
- Guilty or not guilty? Helsinki University Press, Helsinki 1998.
- mit Pekka Puska: Health Communication Guide. Oxford University Press, London 1993, ISBN 951-1-12522-2.
- Communications research directions. Media and Communication Research Society Publication Series Nr. 12, Helsinki University Press, Helsinki 1992, ISBN 951-570-107-4.
- mit Henri Broms: Crescent, star and sun – our day in the Middle and Far East. Helsinki University Press, Helsinki 1991, ISBN 951-570-074-4.
- Cyrano nose – a witty columnist science world. AW-information product, Helsinki 1990, ISBN 951-96141-0-9.
- Basics of Communication. Fünfte überarbeitete Auflage, Weilin+Göös, Espoo 1989, ISBN 951-35-4407-9.
- mit Reijo Laine: Handbook for radio amateurs. EU hobby books, 1978.
- Wiio laws – and a bit of the other. Weilin+Göös, Espoo 1978, ISBN 951-35-1657-1.
- mit Unto Somerikko und Reijo Laine: Electronics for you. EU hobby books, 1975.
- Do we understand what you say? Communication – communication. (Erste Auflage 1968) Fünfte überarbeitete Auflage, Weilin+Göös, Helsinki 1973, ISBN 951-35-0487-5.
- Audience and Broadcasting. Weilin+Göös, Helsinki 1971.
- mit Unto Somerikko: Youth radio book. World of Technology, Helsinki 1960.
- mit Unto Somerikko: New Book Radio. Zweite Auflage, World of Technology, Helsinki 1959.
- mit Unto Somerikko: Pocket radios and transistors. World of Technology, Helsinki 1958.
- Caves of Lascaux still show. Novelle. Otava 1958.
- mit Unto Somerikko: Enthusiast radio book. Harrastelutaito Ltd 1950.